# Delfinat
El Delfinat (en francès: Dauphiné, en occità: Daufinat/Dalfinat, en arpità: Dôfenât o Darfenât) és una regió geogràfica del sud-est de França i fou un estat feudal i una província del regne de França.

## Geografia
S'estén del Roine als Alps, pels actuals departaments d'Isère, part de Droma i Alts Alps.
Era centrada primer entorn de Viena, la capitalitat passà anys més tard a Grenoble. La regió era dividida en dos sectors: al nord, el de llengua arpitana, i al sud, la part més gran, de llengua occitana, i comprèn el Valentinès, les Baronies, el Champsaur, el Valgaudemar, l'Ambrunès, el Briançonès (que antigament també incloïa tres valls del costat italià), el Gapencès, el Vercors, etc. amb centre a Valença. La línia divisòria passa pel sud de les àrees d'influència de Lió i de Grenoble.

## Història

### Orígens
El territori era nomenat antigament Delfinat de Vienès i fou ocupat abans de l'arribada dels romans per la tribu gal·la dels al·lòbroges, aliats dels arverns que s'enfrontaren a Juli Cèsar. Octavi August el va integrar dins la Gal·lia Narbonensis, on un dels centres més importants era Vienna (avui Viena del Delfinat). El rei burgundi Gundioc (443-470) va integrar el territori en el Regne Burgundi de Provença.

### L'estat del Delfinat (1040-1339)
Aquest territori feudal sortí de l'antic comtat de Viena quan l'arquebisbe Brochard, comte de Viena, infeudà (vers el 1029) la part meridional (occitanòfona) d'aquest comtat a Guigó I, comte d'Albon. Els senyors d'aquest feu foren anomenats delfí, títol que donà nom al territori que regien.
Fou governat per tres dinasties: la d'Albon (1029-62), a la qual pertangué Guigó II, marit d'Agnès, filla de Ramon Berenguer I, comte de Barcelona, la de Borgonya (1192-1281), iniciada per Guigó VI (mort el 1237), i la dels La Tour du Pin (1281-1349), començada per Humbert I (mort el 1307). Els delfins de Vienès augmentaren llurs possessions amb successives incorporacions: el Briançonès (1039), el Graisivaudà (v 1050), l'Embrunès, el Gapencès (1202) i Faucigy (1241), la qual cosa els permeté el control dels Alps meridionals.
Eclesiàsticament, el 1289 s'hi celebraria el Concili Provincial de Viena del Delfinat, repetit el 1311. El 1073 el bisbe Hug de Dié renovà la cort episcopal i construí una catedral. S'hi implantaren abadies cistercenques com les de Léoncel (diòcesi de Valença, 1137) i Valcroissant (diòcesi de Dia, 1188). Alhora, els cluniacencs ho van fer a Sent Ruf i Sent Laurenç d'Ouls.
Durant el segle xi predicà a Gap Pèrie de Bruys, i els valdesos s'hi feren forts, sobretot a l'alt Delfinat (La Valloïsa, l'Argentièra, Fressinièras i Valcluson). Provocaren revoltes del 1360 al 1380, i fins i tot es cridà a croada contra ells el 1488, cosa que provocà llur diàspora al Piemont, on el gapenès Guilhem Farel (1489-1565) es convertí al luteranisme i predicà a Suïssa amb Joan Calví. Endemés, Pierre de Sébiville va predicar per primer cop la reforma protestant a Grenoble el 1524, el primer lloc a França.
El darrer delfí, Humbert II (mort el 1355), que no tenia descendència, va vendre el Delfinat al rei de França, i pel tractat de Romans (1349) fou lliurat a Carles (després rei Carles V), fill de Joan, duc de Normandia (després rei Joan II) i net del rei Felip VI de França.

### Incorporació a França
No fou incorporat, però, a la corona, sinó que constituí un apanatge autònom dels fills primogènits dels reis de França, fet pel qual aquests foren incorrectament denominats delfins de França.
Entre el 1419 i el 1426 li foren annexades les comarques de Valença i Diá i, el 1447, Montelaimar. El 2 de novembre del 1531 el Parlament de Grenoble ordenà que els documents fossin redactats in vulgare sermone, o sia, en francès. El 1560 fou annexat definitivament a la corona francesa, i des d'aleshores el títol de delfí de Vienès fou portat honoríficament pels primogènits dels reis de França.
Del 1685 al 1703 el territori fou refugi dels rebels camisards. El 1788 els nobles delfinesos reclamaren el restabliment dels Estats Provincials, no convocats des del 1628. Es van celebrar a Grenoble entre l'u de desembre del 1788 i el 16 de gener del 1789 i on es produïren els primers conflictes per la representació. Mounier en serà escollit cap, però el juny del 1789 els bandits assaltaren els magatzems i s'endugueren el menjar.
Lois Motièr (1801-1903) fou un dels impulsors del felibrisme al Delfinat, on hi fundà l'Escolo Daufinalo dou Felibrige el 1879, juntament amb Francis Pascal i Albert Ravanet. Quan es crearen les regions administratives franceses, el Delfinat fou dividit entre la Provença-Alps-Costa Blava i el Roine-Alps.

## Demografia
| Droma                          | 235.357 | 327.000   | 297.000 | 275.280   | 361.847   | 437.657   | 473.428   |
| Alts Alps                      | 112.500 | 132.000   | 109.510 | 85.067    | 97.358    | 121.338   | 132.482   |
| Isèra                          | 413.109 | 578.000   | 544.243 | 587.975   | 860.339   | 1.092.778 | 1.178.714 |
| Municipis dalfinesos del Roine | -       | -         | 37.544  | 175.209   | 418.571   | 466.193   | 494.004   |
| Delfinat                       | 760.966 | 1.037.000 | 988.297 | 1.123.531 | 1.738.115 | 2.117.966 | 2.265.267 |
| Font : INSEE                   |         |           |         |           |           |           |           |

## Economia
És una àrea predominantment agrícola, amb conreu de cereals (blat i blat de moro) i de fruiters, i amplis sectors de bosc. Hi ha jaciments de bauxita a l'Argentièra i d'hulla a La Mura. La indústria és, especialment, tèxtil, paperera i del cuir. 